# Guorriguer
Guorriguer là một đô thị thuộc tỉnh Tébessa, Algérie. Dân số thời điểm năm 2002 là 5.708 người.